# Encanto (film)
Encanto este un film american de animație din 2021, animat pe computer produs de Walt Disney Animation Studios și distribuit de Walt Disney Studios Motion Pictures. Filmul a fost regizat de Jared Bush, Byron Howard și Charise Castro Smith, scris de Jared Bush, Charise Castro Smith, Lin-Manuel Miranda, produs de 
Nathan Curtis, Yvett Merino și Clark Spencer cu vocile lui Stephanie Beatriz, John Leguizamo, María Cecilia Botero, Diane Guerrero, Jessica Darrow, Angie Cepeda și Wilmer Valderrama.

## Povestea
Mirabel, o fată din Columbia, se confruntă cu frustrarea de a fi singurul membru al familiei sale care nu posedă puteri magice.
Acțiunea are loc într-un sat magic din Columbia și prezintă familia Madrigal, în care fiecare membru are propriile sale daruri, cum ar fi schimbarea formei, creșterea plantelor sau super-forța. Chiar și casa este fermecată, dansând în ritmul vieții de zi cu zi.
Însă Mirabel este singura din familia ei care nu are puteri speciale.

## Distribuție
- Stephanie Beatriz - Mirabel Madrigal
- María Cecilia Botero - Abuela Alma Madrigal
- John Leguizamo - Bruno Madrigal
- Mauro Castillo - Félix Madrigal
- Jessica Darrow - Luisa Madrigal
- Angie Cepeda - Julieta Madrigal
- Carolina Gaitán - Pepa Madrigal
- Diane Guerrero - Isabela Madrigal
- Wilmer Valderrama - Agustín Madrigal
- Rhenzy Feliz - Camilo Madrigal
- Ravi Cabot-Conyers - Antonio Madrigal
- Adassa - Dolores Madrigal
- Maluma - Mariano Guzman